# Черняк Сергій Володимирович (футболіст)
Сергі́й Володи́мирович Черня́к (нар. 25 жовтня 1978, м. Чернівці, УРСР) — колишній український футболіст. Виступав на позиції захисника. Гравець молодіжної збірної України. Майстер спорту.

## Віхи кар'єри

### Кар'єра гравця
Сергій Черняк народився у Чернівцях, де й почав займатися футболом у ДЮСШ «Буковина». Першим тренером Сергія був Валерій Семенов. Певний час юний футболіст пограв у чернівецькому «Меблевику», що брав участь у амарському чемпіонаті України, а вже у 1996 році Черняк дебютував у складі місцевої «Буковини».

Сергій майже одразу відвоював місце у основному складі чернівчан завдяки не за роками зрілій грі. Це не могло не привернути увагу скаутів київського «Динамо» і вже взимку наступного року Черняк опинився в Києві. Як і більшість молодих перспективних футболістів, що потрапляли до Києва, Сергій розпочав торувати шлях до основи через другу та третю динамівські команди. Попри те, що Черняка було обрано капітаном «Динамо-2», у складі першої команди він провів всього два поєдинки, вийшовши на заміну у матчах з тернопільською «Нивою» та львівськими «Карпатами».

Під час виступів у «Динамо» сталася ще одна визначна подія у житті молодого захисника — його було викликано до молодіжної збірної країни, у складі якої він провів два матчі, узявши участь у протистояннях з однолітками з Угорщини та Польщі. У матчі з молодіжною збірною Грузії Черняк перебував у заявці, проте на полі так і не з'явився.

Розуміючи, що рівень динамівського резерву він переріс, а до основи потрапити вкрай складно, Сергій переходить до лав полтавської «Ворскли», де доволі впевнено проводить чотири сезони. На жаль, травми повною мірою не дозволили Черняку розкрити свій потенціал і після закінчення контракту з полтавським клубом Сергій навіть планував повернутися до рідної «Буковини».

Однак замість Чернівців футболіст опинився у Баку, де продовжив виступи у місцевому «Інтері», який на той час тренував Анатолій Коньков. Українець швидко адаптувався у новому колективі та став беззаперечним гравцем основи. Успішною грою у чемпіонаті Азербайджану Черняк привернув до себе увагу головного тренера збірної цієї країни. Однак попри те, що Сергій прийняв азербайджанське громадянство, виступати на національну команду йому не дозволили. На заваді стало те, що Черняк свого часу був задіяний у матчах української молодіжки.

Залишивши Азербайджан у 2007 році, Сергій Черняк продовжив виступи на любительському рівні, граючи за команди Чернівецької області. Так 2008 року він зробив своєрідний «золотий хет-трик», ставши переможцем аматорського чемпіонату України та чемпіоном Буковини у складі футбольного клубу «Лужани», а також підійнявши над головою Кубок Чернівецької області у складі ФК «Кіцмань». Два роки потому Черняк ще раз став володарем цього трофею, проте уже в складі «Дністра» з Дорошівців.

### Тренерська діяльність
У квітні 2010 року Сергія Черняка було призначено помічником головного тренера чернівецької «Буковини».

## Досягнення
- Чемпіон першої Ліги України (1998/99)
- Дворазовий срібний призер чемпіонату першої ліги України (1996/97,1997/98)
- Фіналіст Кубка Азербайджану (2004/2005)
- Переможець аматорського чемпіонату України (2008)